# Estação Flexal
A Estação de Flexal é uma estação ferroviária da Estrada de Ferro Vitória a Minas. Está situada em Cariacica, no estado do Espírito Santo.